# بروس ديفيس (رجل أعمال)
بروس ديفيس (بالإنجليزية: Bruce Davis)‏ هو شخصية أعمال أمريكي، ولد في 1952.